# Думбас, Николаос

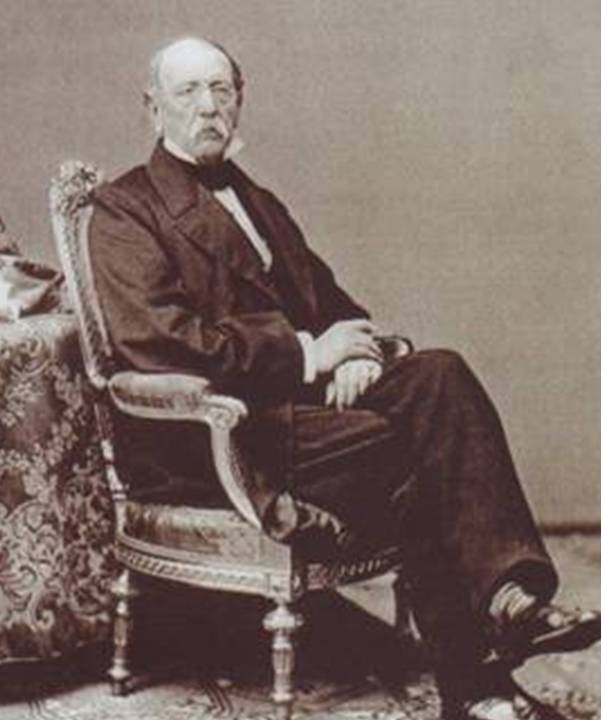
Николаос Думбас

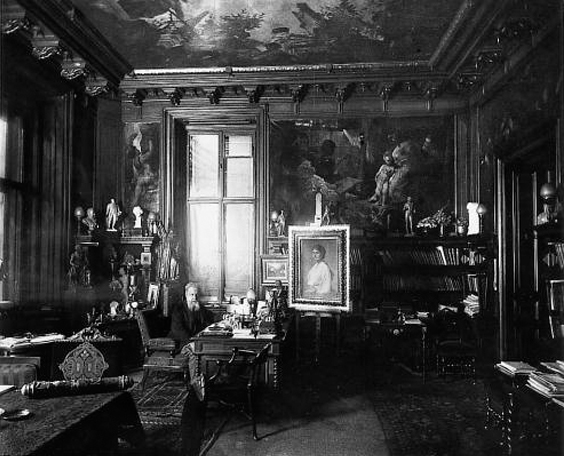
Думбас в своём дворце

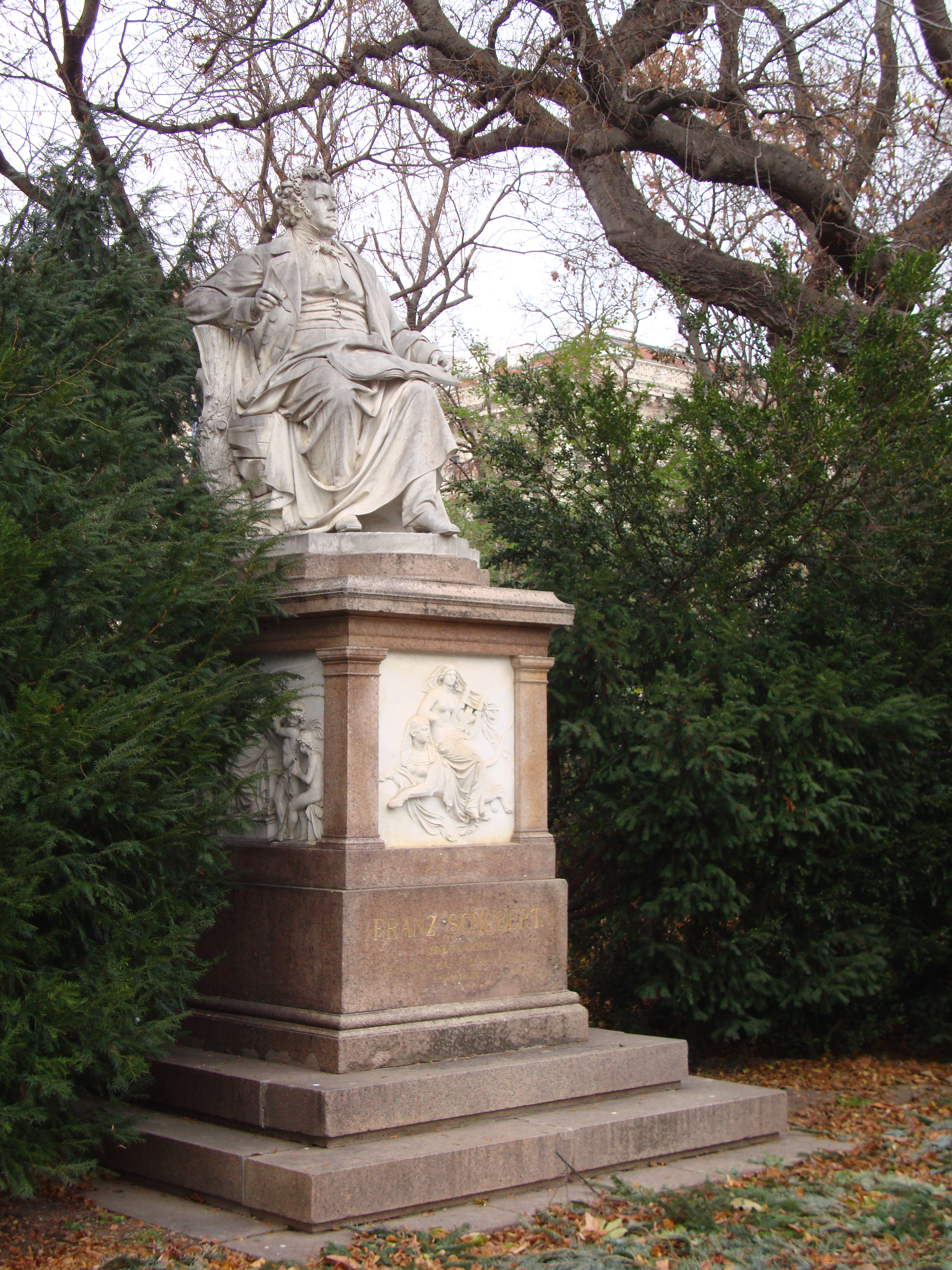
Памятник Шуберту перед дворцом Думбаса

Николаос Думбас (греч. Νικόλαος Δούμπας, нем. Nikolaus Dumba; 24 июля 1830, Вена — 23 марта 1900, Будапешт) — известный греко-австрийский предприниматель и меценат.

## Биография
Родился в Вене в семье Стергиоса Думбаса (1794—1870), торговца и мецената, и Марии Курти. Его дед, который был родом из разрушенного турками в 1769 году влашского села Линотопи Кастории Западной Македонии, обосновался сначала в Серре (город), а затем в селе Власти (Блаца) Македонии, где родился отец Николаоса Думбаса. Мать  была дочерью торговца Михалиса Куртиса, жившего в Ларисе. Сестра его матери, София, вышла замуж за барона Тосицаса, жителя Ливорно. В детском возрасте Николаос и его старший брат Михаил (род.1828) остались без матери, которая умерла во время своей поездки в Ливорно. В период 1848—1850 братья жили в Афинах, куда были посланы отцом, чтобы избежать революционного движения Вены той эпохи. Там братья поселились в доме австрийского посла Прокеш-Остена. В дальнейшем Думбас был записан в академическую гимназию Вены, которую и окончил. Его гуманистические таланты там были замечены и поощрены. Думбас был одним из двух юношей которые сопровождали молодого императора Франца Иосифа, во время его коронации в Храме августинцев.
В 1853 году Думбас обосновался в городе Таттендорф (Нижняя Австрия) и купил текстильную фабрику. Постепенно он расширил свою промышленную и биржевую деятельность, увеличивая и без того большое состояние, полученное от отца. Был вовлечён в политику. В 1870 году он стал членом ландтага Нижней Австрии, по 1896 год, где вскоре был назначен членом Финансового комитета. В 1885 году он был пожизненно назначен императором членом Верхней палаты австрийский рейхсрата.
Думбас стал доверенным лицом и советником императора.
В 1856 году был построен семейный дворец, известный сегодня как «Дворец Думбаса», по проекту известных венских архитекторов Иоганна Романо фон Ринге и Августа Швенденвайна фон Лонауберга в стиле венского неоренессанса.
Семейный дворец Думбаса находился на Рингштрассе (Parkring 4) Вены и был украшен работами именитых художников. Думбас отправил Ганса Макарта в путешествие в Венецию, чтобы затем доверить ему оформление своего кабинета. Густав Климт оформил музыкальный салон в доме Думбаса, а Франц Мач — столовую.
Салон Думбаса был местом встречи художественного и духовного общества имперской столицы Австро-Венгрии.
Думбас был личным другом Брамса, Вагнера, и Иоганна Штрауса. В его загородном доме, на берегу Дуная, Штраус написал и впервые представил известный вальс На прекрасном голубом Дунае.
Но фаворитом Думбаса был Шуберт.
Думбас был личным другом греческого предпринимателя и мецената Георгия Авероффа, который гостил у него в период 1880—1881.

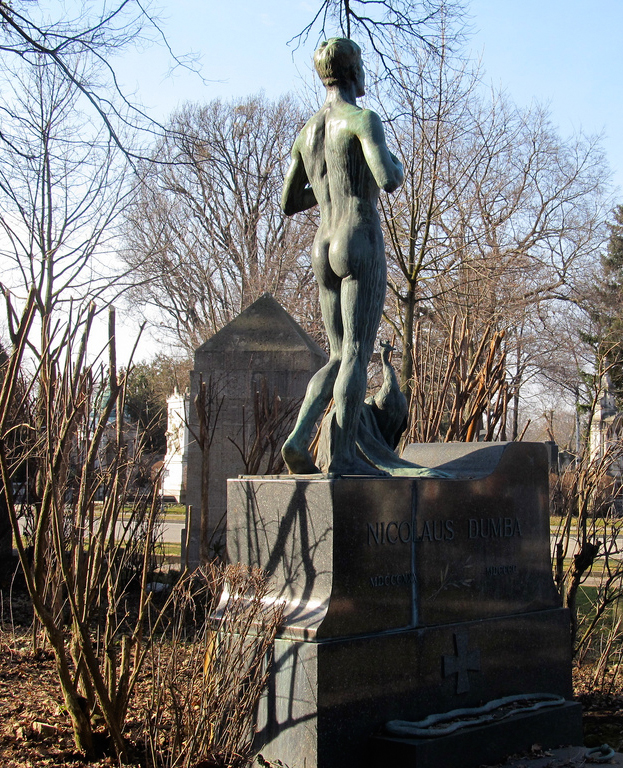
Центральное кладбище Вены. Надгробие над могилой Думбаса

Думбас был членом Академии изящных искусств Вены, председателем греческого братства Святого Георгия Вены, членом комитета градостроительства Вены, сопредседателем Общества друзей музыки и т. д..
Был награждён Рыцарским крестом (Rittercreuz) императором, однако, также как его отец и брат, отклонил предложенный императором дворянский титул, сохраняя свои либеральные убеждения.
Думбас умер 23 марта 1900 года в Будапеште, от сердечного приступа, и его отпевание состоялось в венской церкви Святой троицы.
Скульптор Edmund von Hellmer создал список «почётных могил» Центрального кладбища Вены, в котором могила Думбаса находится в группе 32 A, номер 25.

## Наследство
Завещав 200 рукописей Шуберта городу Вене, Думбас заложил основу одной из крупнейших музыкальных библиотек мира.
Коллекция Думбаса также составляет основу Коллекции Шуберта, которая в 2001 году была объявлена Памятью мира.
Думбас был женат и имел дочь. Племянником его был Константин Думбас, последний посол Австро-Венгрии в США.

## Награды и память
- Член (1870) и почётный член Академия изобразительных искусств (Вена) (1880)
- Liste der Ehrenbürger von Wien (Лист почётных граждан Вены- 25 июля 1890)
- Думбасштрассе (улица Думбаса) ведёт справа от кольца гостиницы Империал к площади Музикферайнплац (площадь Дворца музыки)

Много других площадей и улиц Австрии носят имя Думбаса.
- Медаль, выпущенная в его честь в 1900 году Австрийским сберегательным банком. Медальер: Антон Шарфф (1845—1903)[4]

## Меценат
Известна его страсть к искусству и его дружба с Макарт, Гансом и Климт, Густавом. Как и его брат, он собирал произведения искусства и способствовал современному искусству .Он также поощрял строительство многих памятников композиторам.
Думбас оставил Венской хоровой ассоциации 50 000 гульденов, чтобы «сохранить эту благородную художественную традицию». Он писал в завещании: «Время от времени будет проводиться музыкальное представление в церкви». Традиция «Dumba-Messen», где в большей своей части исполняются композиции Франца Шуберта, сохранилась по сегодняшний день.
Думбас внёс значительные средства на строительство австрийского Парламента, университета, Академии искусств, здания муниципалитета Вены, а также Дворца музыки Вены ('Musikverein), который был создан по его инициативе и был построен почти полностью на пожертвование его и его отца.
На средства Думбаса в 1898 году был отреставрирован православный греческий храм Святого Георгия Вены Одновременно храм приобрёл свой неоклассический восточный фасад с рельефом на фронтоне, изображающим Святого Георгия, убивающего дракона.

## Благотворительность в Греции
Различные источники утверждают, что к благотворительности в Греции его побудило знакомство с греческим меценатом Георгием Авероффом.
В ходе своего визита в Афины вместе с супругой Анной он пожертвовал средства для интерьера Афинского университета. В османском тогда Серре он основал детский дом и внёс значительный вклад в строительство греческого профессионально-технического училища.